# Figyel az ég
A Figyel az ég (Eye in the Sky) 1957-ben megjelent sci-fi regény Philip K. Dick tollából. A cím egy óriási, mindent látó, istenszerű teremtményre utal, hiszen a regény a paranoiás Egyesült Államokban játszódik, a McCarthy korszakban. A történet több ember világszemléletét ütközteti egymásba párhuzamos világok ábrázolásával. Ez volt Dick első olyan regénye, mely elnyerte a közönség tetszését.
Magyarul Pék Zoltán fordításában jelent meg 2003-ban, az Agave Könyvek kiadásában.

## Cselekmény
|  | Alább a cselekmény részletei következnek! |

A történet főszereplőjét, Jack Hamiltont elküldik a Kaliforniai Védelmi Laboratóriumból, mert felesége baloldali érzelmű politikai gyűlésen vett részt. Ezt követően elmennek még néhány emberrel megnézni egy részecskegyorsítót, ami egy baleset következtében párhuzamos világokba juttatja őket. Mindegyik világ egy-egy ember saját, privát világa, ahol az illető isteni szerepet tölt be. Csak Bill Laws, az afroamerikai férfi, Jack és Jack felesége, Marsha Hamilton nem generálnak álomvalóságot. Az álomvilágokból csak úgy menekülhetnek meg, ha az adott világon belül elpusztítják vagy kiütik a teremtő személyt.
- Arthur Silvester fanatikus hívőként egy vallásközpontú világot teremt, ahol a tudomány erősen alárendeltje a vallásnak.
- Joan Reiss egy paranoiás nő, aki szürrealisztikussá és groteszkké változtatja az elsőre normális környezetet.
- Edith Pritchet egy prűd nő, aki eltünteti a világból azt, ami nem illik bele a világnézetébe. A világában minden színes, nyugodt, csöndes és eltűnnek a nemek.
- Charles McFeyffe világa egy olyan Amerika, ami a kommunista propagandákban látható. Sötétség, minden mocskos, mindenhol alkoholt fogyasztanak és mindenki maffiózó vagy prostituált.

Miután visszatérnek a valóságba, Jack megpróbálja bebizonyítani, hogy valójában egykori barátja, Charles McFeyffe a kommunista kém, de nem jár sikerrel. McFeyffe-t kivéve mind találkoznak, és közösen egy hangszerüzemet alapítanak.
|  | Itt a vége a cselekmény részletezésének! |

## Magyarul
- Figyel az ég; ford. Pék Zoltán; Agave Könyvek, Bp., 2005

## Ergo Proxy epizód
Az Ergo Proxy című cyberpunk anime huszadik epizódja a Figyel az ég alapján készült. Ebben a részben a főszereplő felébred, és valaki más elméjében találja magát. Valóságról valóságra ugrál, hogy meglelje a kiutat, miközben igyekszik meggyőződni arról, hogy nem ő őrült meg.